# Aethalura anticaria
Aethalura anticaria är en fjärilsart som beskrevs av Walker 1860. Aethalura anticaria ingår i släktet Aethalura och familjen mätare. Inga underarter finns listade i Catalogue of Life.